# Эволюционный процесс (математика)
Эволюцио́нный проце́сс (процесс с дифференциальным законом развития) (англ. evolutionary process, от лат. evolutio ― развёртывание и processus — продвижение) ― процесс, обладающий свойством детерминированности, конечномерности и дифференцируемости.
Основная задача теории дифференциальных уравнений — определение или исследование движения эволюционной системы по векторному полю фазовой скорости. Например, исследуется вопрос о виде фазовых кривых: уходят ли фазовые кривые данного векторного поля в фазовом пространстве на бесконечность или остаются в ограниченной области?

## Определения

### Детерминированный процесс
Детерминированный процесс — процесс, для которого состояние в настоящее время однозначно определяет как весь его будущий ход (то есть будущие состояния), так и всё его прошлое (то есть прошлые состояния).
Фазовое пространство детерминированного процесса — множество всевозможных состояний процесса.
Фазовая точка — точка фазового пространства.
Примеры. Детерминированные процессы в классической механике суть движение таких механических систем, будущее и прошлое которых однозначно определяются начальными условиями (то есть начальными положениями и начальными скоростями всех точек системы). Фазовое пространство механической системы — множество, элемент которого есть набор положений и скоростей всех точек системы.
Недетерминированный процесс — движение частиц в квантовой механике.
Полудетерминированный процесс — распространение тепла, для которого будущее определяется настоящим, а прошлое — нет.

### Конечномерный процесс
Конечномерный процесс — детерминированный процесс, фазовое пространство которого конечномерно, то есть описывается конечным числом параметров.
Примеры. Конечномерный процесс — ньютоновская механика систем из конечного числа материальных точек или твёрдых тел. Фазовые пространства этих систем имеют следующие размерности:
- систем из {\displaystyle n} материальных точек — {\displaystyle 6n};
- система из {\displaystyle n} твёрдых тел — {\displaystyle 12n}.

Бесконечномерные процессы — движение жидкостей и газа в гидродинамике, колебания струны и мембраны, распространение волн в оптике и акустике.

### Дифференцируемый процесс
Дифференцируемый процесс — детерминированный процесс, фазовое пространство которого обладает структурой дифференцируемого многообразия, а его динамика, то есть изменение состояния со временем, описывается дифференцируемыми функциями.
Примеры. Обыкновенными дифференциальными уравнениями могут быть описаны:
- изменения во времени координат и скоростей точек механической системы в классической механике;
- процессы радиоактивного распада и размножения бактерий (при достаточном питании), имеющие одномерное фазовое пространство, поскольку состояние процесса описывается количеством вещества или бактерий.

Не дифференцируемы движения, возникающие в теории удара. Обыкновенными дифференциальными уравнениями не описываются квантовая механика, теория теплопроводности, гидродинамика, теория упругости, оптика, акустика и теория удара.
Замечание. Как вид дифференциального уравнения процесса, так и факт детерминированности, конечномерности и  
дифференцируемости процесса устанавливается экспериментальным путём, то есть с некоторой степенью точности. Обычно в теории не различают реальные процессы и идеализированные математические модели.

## Фазовое пространство

### Задача об автомобилях и возах

Задача об автомобилях и возах. Начальное положение возов

Задача (Н. Н. Константинов)(Задача об автомобилях и возах. В. И. Арнольд). Города {\displaystyle A} и {\displaystyle B} связаны двумя близкими непересекающиеся дорогами. Два автомобиля, связанные верёвкой длины, меньшей {\displaystyle 2l}, проехали по разным дорогам из {\displaystyle A} в {\displaystyle B}, не порвав верёвки. Могут ли разминуться, не коснувшись, два круглых воза радиуса {\displaystyle l}, центры которых движутся по этим дорогам один из {\displaystyle A} в {\displaystyle B}, а другой из {\displaystyle B} в {\displaystyle A} (см. рисунок справа)?

Задача об автомобилях и возах. Фазовое пространство пары экипажей

Решение. Построим фазовое пространство процесса, описанного в задаче. Пусть одна из дорого будет первой, другая — второй. Обозначим через {\displaystyle x_{i}} долю расстояния между городами {\displaystyle A} и {\displaystyle B} по {\displaystyle i}-дороге, лежащую между городом {\displaystyle A} и экипажем (автомобилем или возом) на этой дороге. Тогда положение объекта, состоящего из двух одноимённых экипажей (двух автомобилей или двух возов), находящихся на разных дорогах, можно описать точкой следующего квадрата {\displaystyle M} (см. рисунок справа):
{\displaystyle M=\{x_{1},x_{2}\mid 0\leqslant x_{i}\leqslant 1\}.}
Итак, фазовое пространство процесса — этот квадрат, а точки квадрата — фазовые точки. Получается, что каждая фазовая точка соответствует определенному положению пары одноимённых экипажей, а движение этой пары изображается движением фазовой точки в фазовом пространстве.
Поясним это примерами:
- начальное положение пары автомобилей (в городе {\displaystyle A}) отвечает левому нижнему углу квадрата с координатами {\displaystyle (0,0)}, а движение пары автомобилей из города {\displaystyle A} в {\displaystyle B} есть кривая, ведущая в противоположный угол с координатами {\displaystyle (1,1)};
- начальное положение пары возов отвечает левому верхнему углу квадрата с координатами {\displaystyle (0,1)}, а движение возов есть кривая, ведущей в противоположный угол квадрата с координатами {\displaystyle (1,0)} — если возы доехали до своих городов.

Остаётся провести рассуждение от противного. Пусть возы разминулись по дороге и доехали до своих городов. Тогда на фазовом пространстве будут две соответствующие кривые (см. рисунок справа вверху). Но любые две кривые в квадрате, соединяющие разные пары противоположных вершин, пересекаются. Следовательно, как бы ни двигались возы, наступит хотя бы один момент, когда пара возов займет то же самое положение {\displaystyle C} в квадрате, в котором была в некоторый момент времени пара автомобилей. Но в этот момент, по условию задачи, расстояние между центрами возов будет меньше {\displaystyle 2l}, что противоречит предположению, что возы разминулись. Итак, возам разминуться не удастся.

### Основная задача теории дифференциальных уравнений
В рассмотренной задаче об автомобилях и возах не присутствуют дифференциальные уравнения, но ход рассуждений близок к их изучению: определение состояний эволюционного процесса точками фазового пространства бывает чрезвычайно полезен. Итак, уже одно построение фазового пространства дало возможность решить трудную задачу.
В классической механике:
- состояние эволюционного процесса движения системы {\displaystyle n} материальных точек в трёхмерном пространстве определяется их значениями координат и скоростей, поэтому фазовое пространство этой системы имеет размерность {\displaystyle 6n} (по три координаты и три компоненты скорости на каждую точку). Например, фазовое пространство системы трёх точек (Солнце, Юпитер, Сатурн) 18-мерно;

фазовое пространство системы {\displaystyle n} твёрдых тел имеет размерность {\displaystyle 12n}, поскольку добавляется три координаты, описывающие ориентацию тела в пространстве.
Фазовая кривая — траектория движения фазовой точки в фазовом пространстве.
Фазовая скорость — движение фазовой точки по фазовой кривой, которое описывает движение всей системы.
Вектор фазовой скорости — вектор, заданный в каждой фазовой точке фазового пространства, определяющий фазовую скорость.
Векторное поле фазовой скорости — все векторы фазовой скорости в фазовом пространстве.
Дифференциальное уравнение эволюционного процесса — зависимость скорости движения фазовой точки от её положения, определяемое векторным полем.
Основная задача теории дифференциальных уравнений — определение или исследование движения эволюционной системы по векторному полю фазовой скорости. Например, исследуется вопрос о виде фазовых кривых: уходят ли фазовые кривые данного векторного поля в фазовом пространстве на бесконечность или остаются в ограниченной области?
Компьютеры приближенно находят решения дифференциальных уравнений на конечном отрезке времени, но не дают ответа на качественные вопросы о поведении фазовых кривых в целом.
Благодаря понятию фазового пространства можно свести исследование эволюционных процессов к геометрическим задачам о кривых, которые определяются векторными полями.

## Интегральные кривые поля направлений

### Поле направлений

Поле направлений и его интегральная кривая

Поле направлений в области на плоскости — все точки области, причём для каждой точки выбрана проходящая через эту точку прямая, которая называется прямой (направлением) поля направлений, а точка, ей соответствующая — точкой приложения прямой (см. рисунок справа, на котором показана только небольшая часть прямой около точки).
Если две гладкие кривые проходят через одну точку и в ней касаются друг друга, то они задают в этой точке одно и то же направление. Поскольку важна только касательная к кривой в точке (см. рисунок справа, где показана касательная к кривой в точке), прямые в определении поля направлений можно заменить гладкими кривыми, касательные которых в точках суть исходные направления.
Непрерывное (гладкое) поле направлений — поле направлений, у которого прямые поля непрерывно (гладко) зависят от своих точек приложения.
В дальнейшем все встречающиеся в статье объекты (функции, отображения и так далее) предполагаются гладкими, то есть непрерывно дифференцируемыми нужное число раз, если, конечно, не оговорено противное.
Поле направлений в {\displaystyle n}-мерном пространстве и вообще на любом гладком многообразии определяется аналогично.

### Интегральная кривая
Интегральная кривая поля направлений — кривая, которая в каждой своей точке касается имеющегося в этой точке направления поля.
Термин «интегральная кривая» возник потому, что в некоторых случаях интегральная кривая находится применением операции интегрирования.

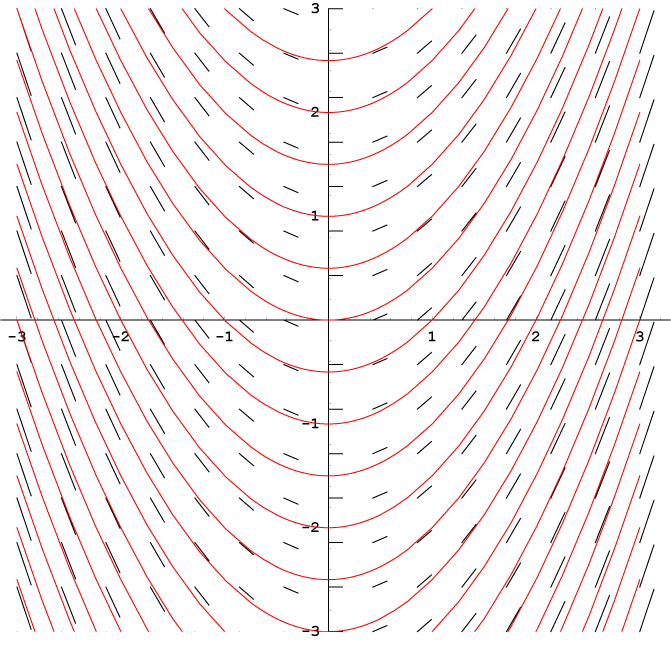
Поле, инвариантное относительно вертикальных сдвигов

Пример 1. Возможен такой случай, когда непрерывное поле направлений на плоскости переходит в себя при любых сдвигах вдоль некоторой прямой и направления, параллельные этой прямой, отсутствуют (см. рисунок справа, на котором эта прямая вертикальная).

Теорема. Интегральные кривые поля направлений. Поиск интегральных кривых поля направлений, описанного в примере 1, есть отыскание интегралов некоторой непрерывной функции.
Доказательство. Рассмотрим систему координат, в которой описанная прямая — вертикальная ось ординат, а ось абсцисс горизонтальна. Получаем, что интегральная кривая данного поля, не имеющего вертикальных направлений, — график некоторой неизвестной функции, производная которой равна тангенсу угла наклона графика функции к оси абсцисс. Но график функции — интегральная кривая тогда и только тогда, когда этот тангенс равен другому тангенсу — угла наклона прямой данного поля направлений к оси абсцисс. Следовательно, этот последний тангенс — известная функция абсциссы (так как поле направлений переходит само в себя при перемещении вдоль оси ординат). Окончательно получаем, что некоторая функция, график которой есть интегральная кривая, имеет производной эту известную функцию абсциссы, то есть является её первообразной, что и требовалось доказать.
Перепишем условие этой теоремы в формальном виде. Пусть {\displaystyle t} — абсцисса, а {\displaystyle x} — ордината. Известную функцию — тангенс угла наклона прямой поля направлений — обозначим через {\displaystyle v(t)}, неизвестную функцию, график которой есть интегральная кривая, — через {\displaystyle \varphi }. Кривая {\displaystyle x=\varphi (t)} есть интегральная кривая тогда и только тогда, когда {\displaystyle {\frac {d\varphi (t)}{dt}}\equiv v(t)}. По теореме Барроу {\displaystyle \varphi (t)=\int v(t)dt+C}.
Следует иметь ввиду, что а общем случае поиск интегральных кривых не сводится к интегрированию: даже для очень простых полей направлений на плоскости уравнения интегральных кривых не получается представить в виде конечных комбинаций элементарных функций и интегралов.
Пример 2. Для поля направлений с тангенсом {\displaystyle x^{2}-t} угла наклона с осью {\displaystyle x} прямой, приложенной в точке {\displaystyle (t,x)}, не получается представить уравнения интегральных кривых в виде конечных комбинаций элементарных функций и интегралов (Лиувилль).

## Дифференциальное уравнение и его решение

### Решение дифференциального уравнения

График решения дифференциального уравнения

Геометрический поиск интегральных кривых аналитически выглядит как решение дифференциального уравнения. Пусть поле направлений на плоскости {\displaystyle (t,x)} не содержит вертикальных направлений (которые параллельны оси ординат {\displaystyle x} (см. рисунок справа с таким полем). В этих условиях тангенс {\displaystyle v(t,x)} угла наклона к оси абсцисс прямой поля направлений, приложенной в точке {\displaystyle (t,x)}, конечен, а интегральные кривые — графики функций {\displaystyle x=\varphi (t)}. Также пусть область определения функции {\displaystyle \varphi (t)} — интервал {\displaystyle I} оси {\displaystyle t} (см. рисунок справа с этими условиями). Тогда достаточно очевидна следующая теорема.
Теорема. График функции {\displaystyle \varphi (t)} есть интегральная кривая тогда и только тогда, когда при всех {\displaystyle t\in I} справедливо следующее равенство:
{\displaystyle {\frac {d\varphi (t)}{dt}}=v(t,\varphi (t)).}
Решение дифференциального уравнения {\displaystyle {\dot {x}}(t)=v(t,x(t))} — функция {\displaystyle \varphi (t)}, если она удовлетворяет равенству {\displaystyle {\frac {d\varphi (t)}{dt}}=v(t,\varphi (t))}, то есть уравнение {\displaystyle {\dot {x}}(t)=v(t,x(t))} становится тождеством, когда функцию {\displaystyle \varphi (t)} подставляют в него вместо {\displaystyle x}. Другими словами, решение дифференциального уравнения — это функция, заданная на некотором интервале, и график этой функции — интегральная кривая.

### Начальные условия
Начальное условие {\displaystyle (t_{0},x_{0})} решения {\displaystyle \varphi (t)} — набор фиксированных координат {\displaystyle (t_{0},x_{0})}, которому удовлетворяет решение {\displaystyle \varphi (t)}, то есть имеет место равенство {\displaystyle \varphi (t_{0})=x_{0}}. Другими словами, решение удовлетворяет начальному условию {\displaystyle (t_{0},x_{0})}, если интегральная кривая проходит через данную точку (см. рисунок вверху справа с точкой {\displaystyle (t_{0},x_{0})}).
Пример. Рассмотрим простейшее дифференциальное уравнение {\displaystyle {\dot {x}}(t)=v(t)} с начальным условием {\displaystyle (t_{0},x_{0})}. Его решение определяется формулой Барроу:
{\displaystyle \varphi (t)=x_{0}+\int \limits _{t_{0}}^{t}v(\tau )\,d\tau .}
Поле направлений функции {\displaystyle v(t)}, или поле направлений уравнения {\displaystyle {\dot {x}}(t)=v(t,x(t))} — поле направлений на плоскости, определяемое дифференциальным уравнением, поскольку приложенная в точке {\displaystyle (t,x)} прямая имеет тангенс угла наклона {\displaystyle v(t,x)}.

## Эволюционное уравнение с одномерным фазовым пространством

### Автономное уравнение
Автономное дифференциальное уравнение — дифференциальной уравнение, которое явно не зависит от независимой переменной {\displaystyle t}. Скорость эволюции автономной дифференциальной системы, то есть системы, не взаимодействующей с другими системами, определяется только самим состоянием этой системы. Это отражает то обстоятельство, что от времени законы природы не зависят.

Векторное поле и поле направлений для уравнения

Рассмотрим уравнение, которое описывает эволюционный процесс с одномерным фазовым пространством:
{\displaystyle {\dot {x}}=v(x)}.
Правая часть этого уравнения определяет векторное поле фазовой скорости, то есть в точке {\displaystyle x} приложен вектор {\displaystyle v(x)} (см. левую часть рисунка справа).
Положение равновесия (стационарная точка, особая точка) векторного поля — точка, где фазовая скорость {\displaystyle v(x)} обращается в нуль. Другими словами, если {\displaystyle a} — положение равновесия, то решение уравнения есть {\displaystyle \varphi (t)\equiv a}, то есть эволюционный процесс, начавшись в состоянии положения равновесия {\displaystyle a}, всегда в нём остаётся.
На рисунке справа присутствует только одно положение равновесия — {\displaystyle a}. Это положение равновесия неустойчиво, то есть при небольшом отклонении начального условия от равновесного фазовая точка с течением времени уходит от положения равновесия.
На рисунке справа также показано поле направлений уравнения {\displaystyle {\dot {x}}=v(x)}. Поскольку {\displaystyle v(x)} не зависит от {\displaystyle t}, поле направлений переходит в себя при сдвигах вдоль оси абсцисс {\displaystyle t}.

### Решение автономного уравнения
Теорема. О решении уравнения {\displaystyle {\dot {x}}=v(x)}. Решение {\displaystyle x=\varphi (t)} автономного уравнения {\displaystyle {\dot {x}}=v(x)}, у которого:
- правая часть непрерывна и не обращается в {\displaystyle 0};
- начальное условие {\displaystyle (t_{0},x_{0})},

есть выражение
{\displaystyle t=t_{0}+\int \limits _{x_{0}}^{x}{\frac {d\xi }{v(\xi )}};}
обратно, функция {\displaystyle x=\varphi (t)}, определяемая этим выражением, есть решение автономного уравнения {\displaystyle {\dot {x}}=v(x)}, удовлетворяющее начальному условию.
Доказательство 1. (доказательство 2 см. ниже.) Интегральные кривые поля направлений автономного уравнения {\displaystyle {\dot {x}}=v(x)} находятся, согласно теореме интегральных кривых поля направлений, одним интегрированием (только в той области, где поле направлений не параллельно оси абсцисс {\displaystyle t}, то есть где отсутствуют равновесия, {\displaystyle v(x)\neq 0}). Кроме того, пусть функция {\displaystyle v(x)} непрерывна и нигде не обращается в нуль. Теперь можно выписать явную формулу, которая определит интегральные кривые.
Заметим, что тангенс угла наклона поля направлений автономного уравнения {\displaystyle {\dot {x}}=v(x)} к оси ординат {\displaystyle x} равен {\displaystyle {\frac {1}{v(x)}}}. Поэтому поле направлений уравнения {\displaystyle {\frac {dx}{dt}}=v(x)} то же самое, что и поле направлений уравнения {\displaystyle {\frac {dt}{dx}}={\frac {1}{v(x)}}}. Следовательно, интегральные кривые этих уравнений одинаковые. Наконец, интегральная кривая второго уравнения {\displaystyle {\frac {dt}{dx}}={\frac {1}{v(x)}}} определяется формулой Барроу, а именно:
{\displaystyle t=t_{0}+\int \limits _{x_{0}}^{x}{\frac {d\xi }{v(\xi )}}.}

### Дифференциальная 1-форма

Числитель и знаменатель дроби

Существует мнемонический способ запомнить формулу
{\displaystyle t=t_{0}+\int \limits _{x_{0}}^{x}{\frac {d\xi }{v(\xi )}}:}
запишем исходное уравнение в виде {\displaystyle {\frac {dx}{dt}}=v(x)} и рассмотрим символ {\displaystyle {\frac {dx}{dt}}} как дробь. В этих условиях перепишем уравнение, собрав все {\displaystyle x} слева, а все {\displaystyle t} справа:
{\displaystyle {\frac {dx}{v(x)}}=dt}. Проинтегрируем левую и правую части, получим исходное уравнение: {\displaystyle t=\int {\frac {dx}{v(x)}}}.
На самом деле этот метод больше, чем просто мнемоническое правило. Лейбниц ввёл такое сложное обозначение {\displaystyle {\frac {dx}{dt}}} для определения действительно дроби: {\displaystyle dx} делённое на {\displaystyle dt}. Потому что эти обозначения {\displaystyle dx} и {\displaystyle dt} — не таинственные «бесконечно малые» величины, а нормальные конечные числа — скалярные функции вектора, точнее, проекции вектора.
Пусть дан вектор {\displaystyle A} скорости некоторого движения, приложенный в какой-либо точке на плоскости с фиксированными координатами {\displaystyle (t,x)} (см. рисунок справа с касательным вектором {\displaystyle A}). Рассмотрим две скалярные функции этого вектора {\displaystyle A} при этом движении:
- линейная скорость {\displaystyle dt(A)} изменения координаты {\displaystyle t};
- линейная скорость {\displaystyle dx(A)} изменения координаты {\displaystyle x}.

Например, значение этих скалярных функции на векторе {\displaystyle A} с компонентами {\displaystyle (10,20)} есть соответственно {\displaystyle dt(A)=10} и {\displaystyle dx(A)=20}. Поэтому {\displaystyle A} имеет компоненты {\displaystyle (dt(A),dx(A))}. Приходим к следующему предложению.
Предложение. Пусть дана гладкая функция {\displaystyle x=\varphi (t)}. Для любого вектора {\displaystyle A}, который касается её графика в некоторой точке, отношение скалярных функций {\displaystyle {\frac {dx(A)}{dt(A)}}} равно производной {\displaystyle {\frac {dx}{dt}}} функции {\displaystyle \varphi (t)} в этой точке.
Другими словами, уравнение {\displaystyle {\frac {dx}{v(x)}}=dt} есть выражение с линейными скалярными функциями от некоторого приложенного вектора, который касается интегральной кривой.
Дифференциальная 1-форма — скалярная функция приложенного вектора, линейная при фиксированной точке приложения.
Следовательно, любую дифференциальную 1-форму на плоскости {\displaystyle (t,x)} можно записать в следующем виде:
{\displaystyle \omega =adt+bdx},
где {\displaystyle a} и {\displaystyle b} — некоторые функции на плоскости.

### Интеграл дифференциальной 1-формы

Определение интеграла 1-формы.

Рассмотрим интегрирование дифференциальных форм вдоль ориентированных отрезков кривых. Пусть дана кривая на плоскости {\displaystyle \Gamma }. Выберем на её отрезке ориентирующий параметр {\displaystyle u}, то есть представим {\displaystyle \Gamma } в виде образа гладкого отображения {\displaystyle \gamma \colon I\to \mathbb {R} } (рис. 8) отрезка вещественной оси {\displaystyle I} в плоскость (см. рисунок справа с кривой {\displaystyle \Gamma } и отрезком {\displaystyle I}). Тогда интеграл 1-формы {\displaystyle \omega } вдоль кривой {\displaystyle \Gamma } определяется как вещественное число следующим образом:
{\displaystyle \int \limits _{\Gamma }\omega =\int \limits _{\Gamma }\omega (\gamma ')du,\quad } где {\displaystyle \quad \gamma '={\frac {d\gamma }{du}}.}
Формально, интеграл 1-формы — это предел интегральных сумм {\displaystyle {\text{∑}}\omega (A_{i})} со следующими обозначениями (см. рисунок справа с этими обозначениями):
- {\displaystyle A_{i}=\gamma '(u_{i})\Delta _{i}};
- {\displaystyle u_{i}} — точки, которыми отрезок вещественной оси {\displaystyle I} делится на отрезки с длинами {\displaystyle \Delta _{i}=u_{i+1}-u_{i}};
- вектор {\displaystyle A_{i}} касается кривой {\displaystyle \Gamma }, причём он отличается от вектора хорды, которая соединяет последовательные точки деления на кривой {\displaystyle \Gamma }, только малыми высшего порядка относительно {\displaystyle \Delta _{i}}.

Формула замены переменной в определенном интеграле позволяет сформулировать следующие два предложение.
Предложение 1. Интеграл 1-формы {\displaystyle \omega }, взятый по ориентированному отрезку кривой, не зависит от выбора согласованного с ориентацией параметра (при изменении ориентации кривой интеграл меняет знак).
Предложение 2. Интеграл 1-формы {\displaystyle f(x)dx}, взятый no отрезку кривой, на котором переменная {\displaystyle x} есть параметр, равен обычному определенному интегралу функции {\displaystyle f(x)}.

Теперь вернёмся к теореме о решении уравнения {\displaystyle {\dot {x}}=v(x)}.
Доказательство 2. Значения дифференциальных 1-форм {\displaystyle {\frac {dx}{v(x)}}} и {\displaystyle dt} на векторах,  
касающихся интегральной кривой {\displaystyle \Gamma }, совпадают. Следовательно, их интегралы вдоль участка кривой равны. Тогда, согласно последнему предложению 2, интеграл 1-формы {\displaystyle dt} равен левой, а 1-формы {\displaystyle {\frac {dx}{v(x)}}} — правой части следующей формулы:
{\displaystyle t-t_{0}=\int \limits _{x_{0}}^{x}{\frac {d\xi }{v(\xi )}}.}